# 郑慈英
郑慈英（1922年11月—1996年9月29日），男，广东省龙川县人，中国鱼类学家，暨南大学教授，对华南鱼类学研究做出了重要贡献。

## 主要学术著作
- 《珠江鱼类志》 （页面存档备份，存于），郑慈英主编，科学出版社，1989年，ISBN 9787030008657